# تاکانوری ناکاجیما
تاکانوری ناکاجیما (انگلیسی: Takanori Nakajima؛ زادهٔ ۹ فوریهٔ ۱۹۸۴) بازیکن فوتبال اهل ژاپن است.
از باشگاه‌هایی که در آن بازی کرده‌است می‌توان به باشگاه فوتبال آویسپا فوکوئوکا و باشگاه فوتبال کاشیوا ریسول اشاره کرد.